# Rambler (Thomas B. Jeffery Company)
Rambler (Рамблер) — з 1901 року американський виробник автомобілів. Штаб-квартира розташована в місті Кеноша, штат Вісконсин. У 1914 році компанія припинила виробництво автомобілів.

## Томас Бакленд Джеффрі
Томас Бакленд Джеффрі народився в 1845 році у Стоуку (графство Девон), у Великій Британії, у віці 18 років він іммігрує в США, оселившись в місті Чикаго. Маючи досвід роботи в будівництві точних приладів, він береться виготовляти моделі винахідників для демонстрації в патентному бюро, що допомагало йому вижити. 1879 року він починає продавати велосипеди, що збиралися з привезених з Англії частин, велосипеди він продавав під маркою Rambler. Справи пішли добре, і Джеффрі вирішує відкрити фабрику з виробництва велосипедів на місці, але одному було не потягнути, тому в напарники береться Філліп Гормуллі, в 1881 році компаньйони засновують фірму G & J Manufacturing Company, якій до початку століття було призначено стати другою за величиною велосипедною мануфактурою в США, причому продукція позиціонувалася як люкс-класу і одними з перших в США оснащувалася пневматичними покришками. Ще в 1882 році Джеффрі модернізує винахід Данлепа — пневматичну покришку, вона була досить вразливою і швидко зношувалася, Томас Джеффрі використовував дріт при вулканізації покришки і таким чином виходила цілком надійна покришка з кордом. Таким чином Джеффрі був батьком всіх сучасних пневматичних шин та покришок.

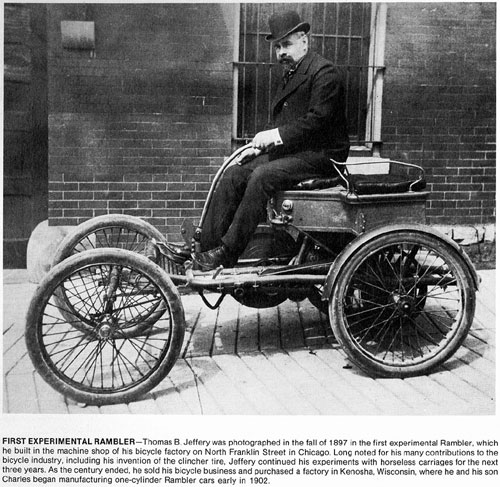
Томас Джеффрі на своєму першому бензиновому екіпажі, 1897 рік

У 1895 році Томас Джеффрі разом зі своїм сином Чарльзом Томасом, якому було 19 років, відвідують перші в США автомобільні гонки, що проходили через їх рідний Чикаго. Там вони вперше побачили автомобіль Френка Дюрея, який виграв гонку, після чого вирішують присвятити своє життя транспортним засобам на автономній, а не педальній тязі. Томас Б. Джеффрі, будучи інженером, вивчає конструкцію автомобілів, і в 1897 році він разом з Чарльзом будує свій перший автомобіль з одноциліндровим двигуном, розташованим ззаду, рама автомобіля була трубчастою (на подобу велосипедної), а колеса спицьовані.

## Заснування компанії

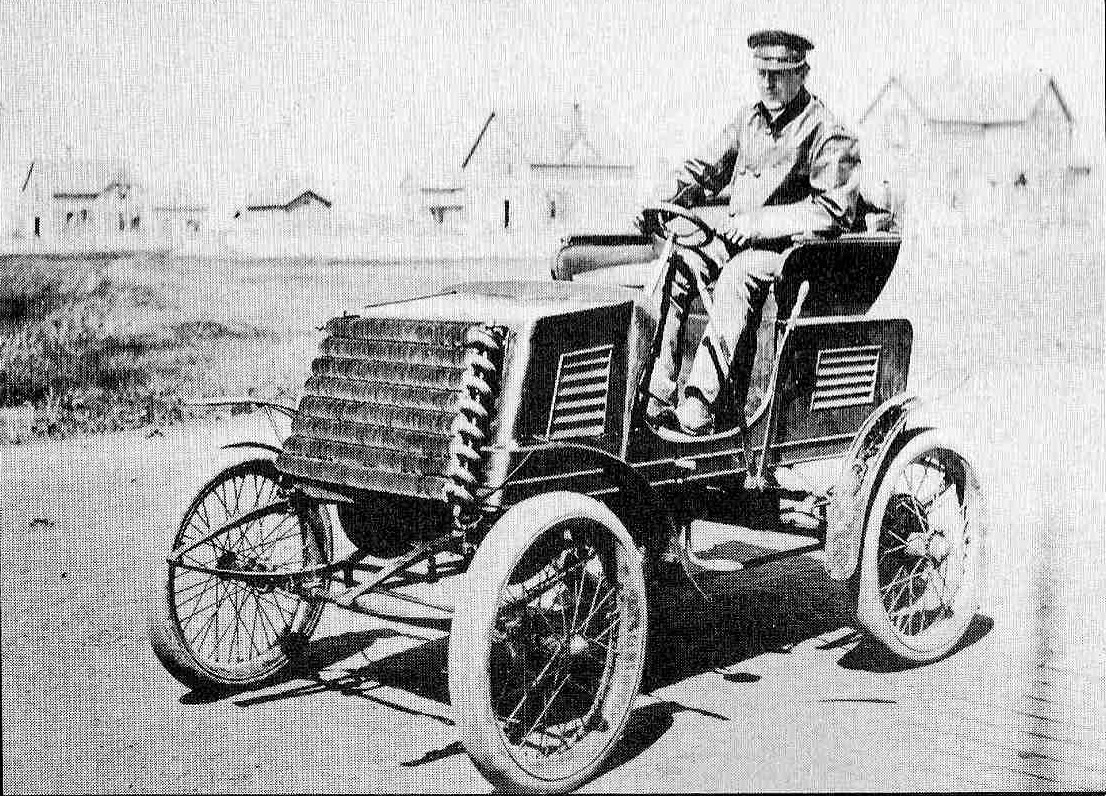
Прототип Rambler Model A в 1901 році, за кермом Чарльз Джеффрі

Ідея будувати автомобілі настільки засіла в головах панів, до того ж преса хвалебно відгукувалася про їх прототипи, що в 1900 році вони продають свій успішний бізнес компанії American Bicycle Company (володів якою Поуп). Через рік троє чоловіків (батько, син і Гормуллі) купують завод у фірми Sterling Bicycle в місті Кеноша, там вони будують дві тестові моделі — Model A і Model B. У той же рік з бізнесу йде компаньйон батька і сина — Гормуллі, в підсумку фірма починає називатися Thomas B. Jeffery Company. Прототипи успішно випробовуються у пробігу за маршрутом Чикаго — Мілвокі, і в березні 1902 року на Чиказькій автомобільній виставці було представлено два автомобілі нової і невідомої нікому марки Rambler.

## Початок виробництва автомобілів

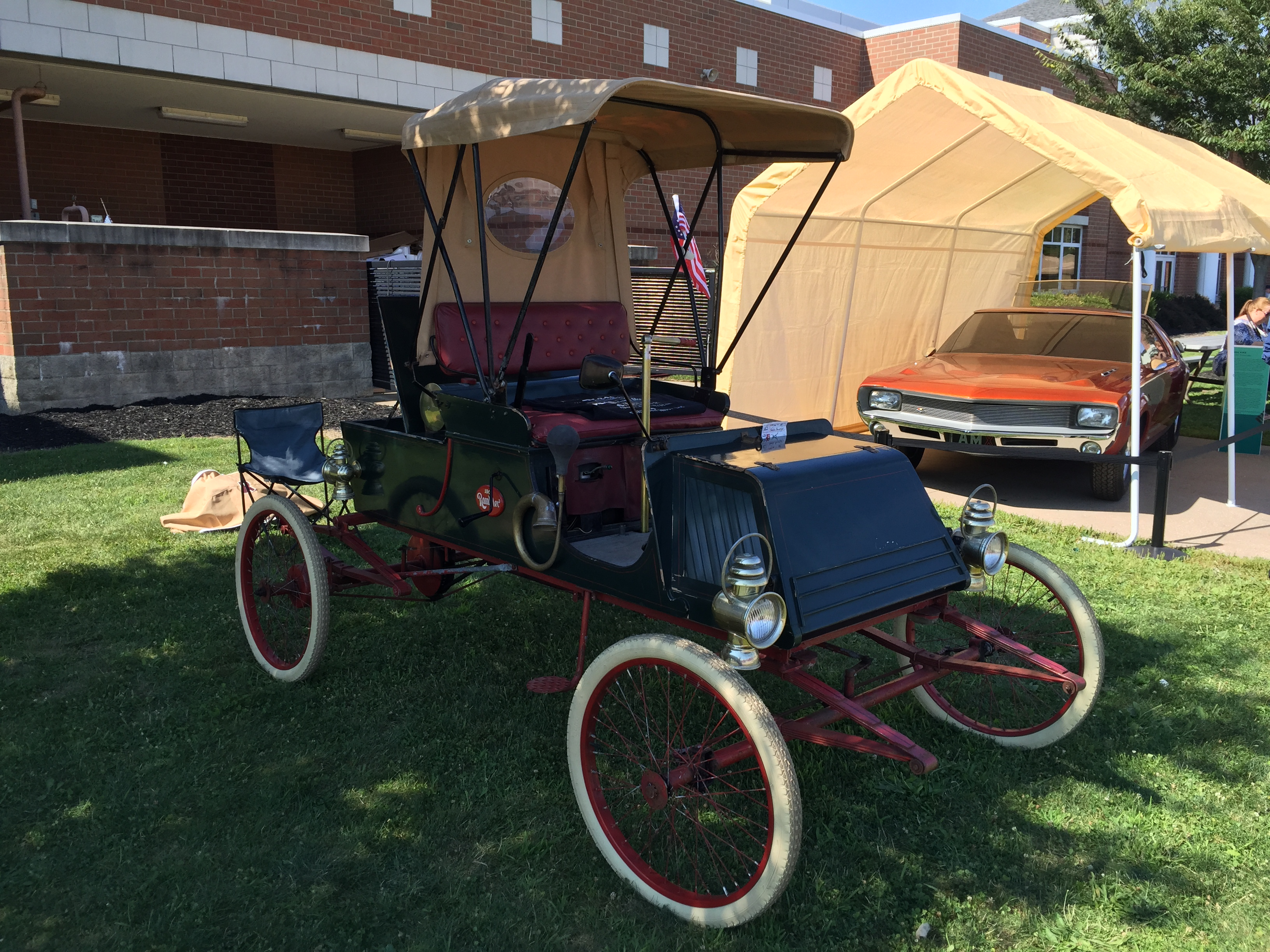
Rambler Model C Runabout

У серію пішли моделі Model C і Model D, перший з кузовом ранебоут, другий — стенхоуп, обидва оснащені були одноциліндровим 1.6 л 6-сильним двигуном і 2-ступінчастою планетарною коробкою передач з ланцюговою трансмісією. Серійні автомобілі були менш радикальні, ніж прототипи, так прототипи мали рульове колесо і переднє розташування двигуна, але Томас Джеффрі переконав сина, який і сконструював моделі, запустити в серію традиційніші конструкції: двигун у серійної машини перекочував під сидіння, тобто мав центральне розташування.
Автомобіль виявився настільки популярним, що за перший рік було побудовано близько 1500 примірників, що зробило фірму другим масовим виробником автомобілів у світі на той момент, першим був Рансом Ерлі Олдс зі своїм Oldsmobile Curved Dash (Олдс був першим, хто застосував конвеєр для виробництва автомобілів, а Джеффрі відповідно другим), популярність була досягнута не в останню чергу завдяки розумній ціні в районі тодішніх 800 доларів і крайній надійності техніки. Одним з перших дилерів фірми став Джон Норт Вілліс, який до цього продавав велосипеди Rambler в місті Канандайгуа, що в штаті Нью-Йорк, а тепер перекваліфікувався на автомобільного дилера, пізніше молодий чоловік створить свою автомобільну компанію, продукція якого буде популярна в СРСР під час війни.

Rambler Model L Rear Entrance Canopy Tonneau 1904 року

У 1903 році машина модернізується, з'являється родстер Model E з потужнішим мотором (надбавка у чверть кінської сили була досягнута завдяки збільшенню ходу поршня), попутно за наполяганням батька відбувається конструкторський даунгрейд, так органом управління став «хлист», але через рік Чарльз все-таки замінив «хлист» кермом, переконавши батька. 1904 року одноциліндрові автомобілі вчергове модернізуються, моделі Model G і Model H отримали 7-сильний двигун, який також розташовувався посередині (не дивлячись на довшу носову частину кузова), в цьому ж році Thomas B. Jeffery Company будує свої перші 2-циліндрові автомобілі, схожі дизайном з новими одноциліндровими: Model K, мотор якого розвивав 16 к.с., і Model L, двигун якого мав віддачу в 25 к.с., що дозволяло машині розганятися до 65 км/год, що було дуже непогано. На базі цієї моделі з'явився і один з перших в США розвізних фургонів. Model L стала бестселером компанії.

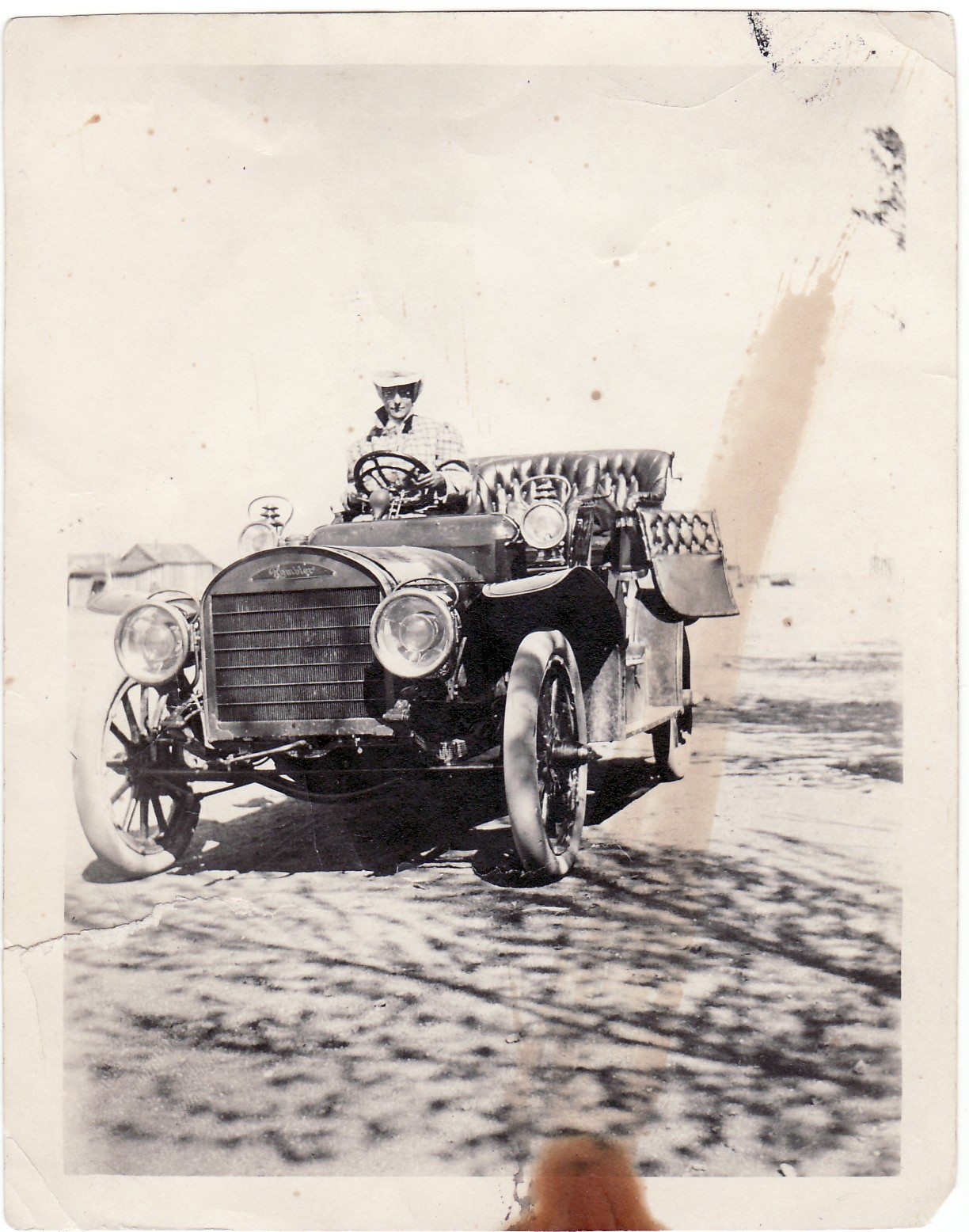
Rambler Model 16

Популярність двоциліндрових моделей ставить в 1905 році крапку в історії одноциліндрових версій, цього року з'являється нова серія автомобілів з новими кузовами, обидві 2-циліндрові 16-сильні: Type One і Type Two, останній з 18-сильним двигуном взяв участь у параді 4 квітня 1905 року в Кентуккі, машина везла Теодора Рузвельта. Через рік автомобілі отримують збільшену на 15 см колісну базу, а також 18-сильний двигун, також змінюються назви на Type Three і Type Four, у другій половині 1906 року з'являються і перші чотирициліндрові моделі: Model 14, Model 15 і Model 16, автомобілі мали пристойну потужність — близько 40 к.с., відрізнялися вони один від одного типами кузова, остання мала і перший для марки закритий кузов типу лімузин. Зі зміною модельного ряду з'являється і нова 2-циліндрова машина — Model 19.

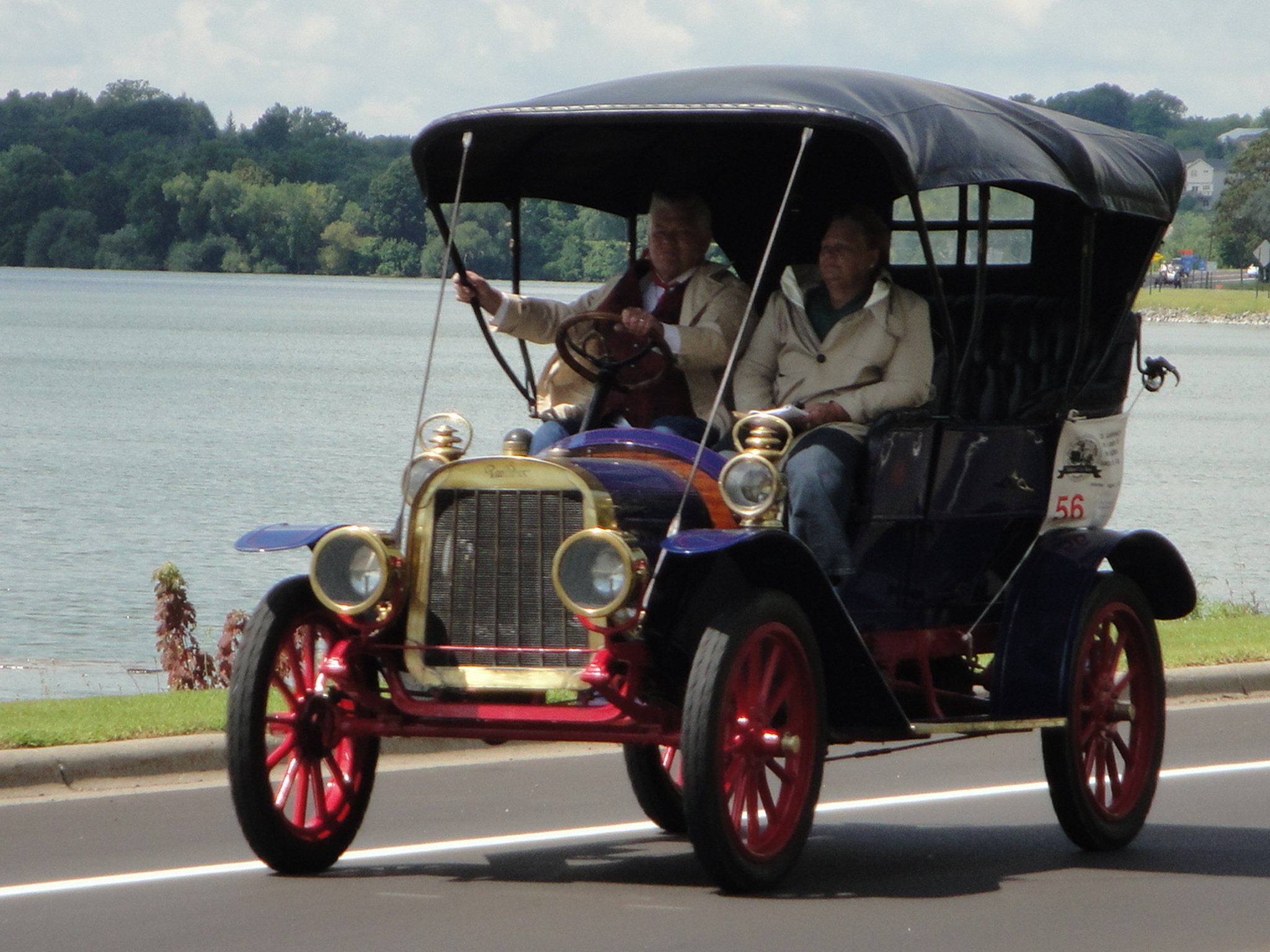
Rambler Model 31 Touring

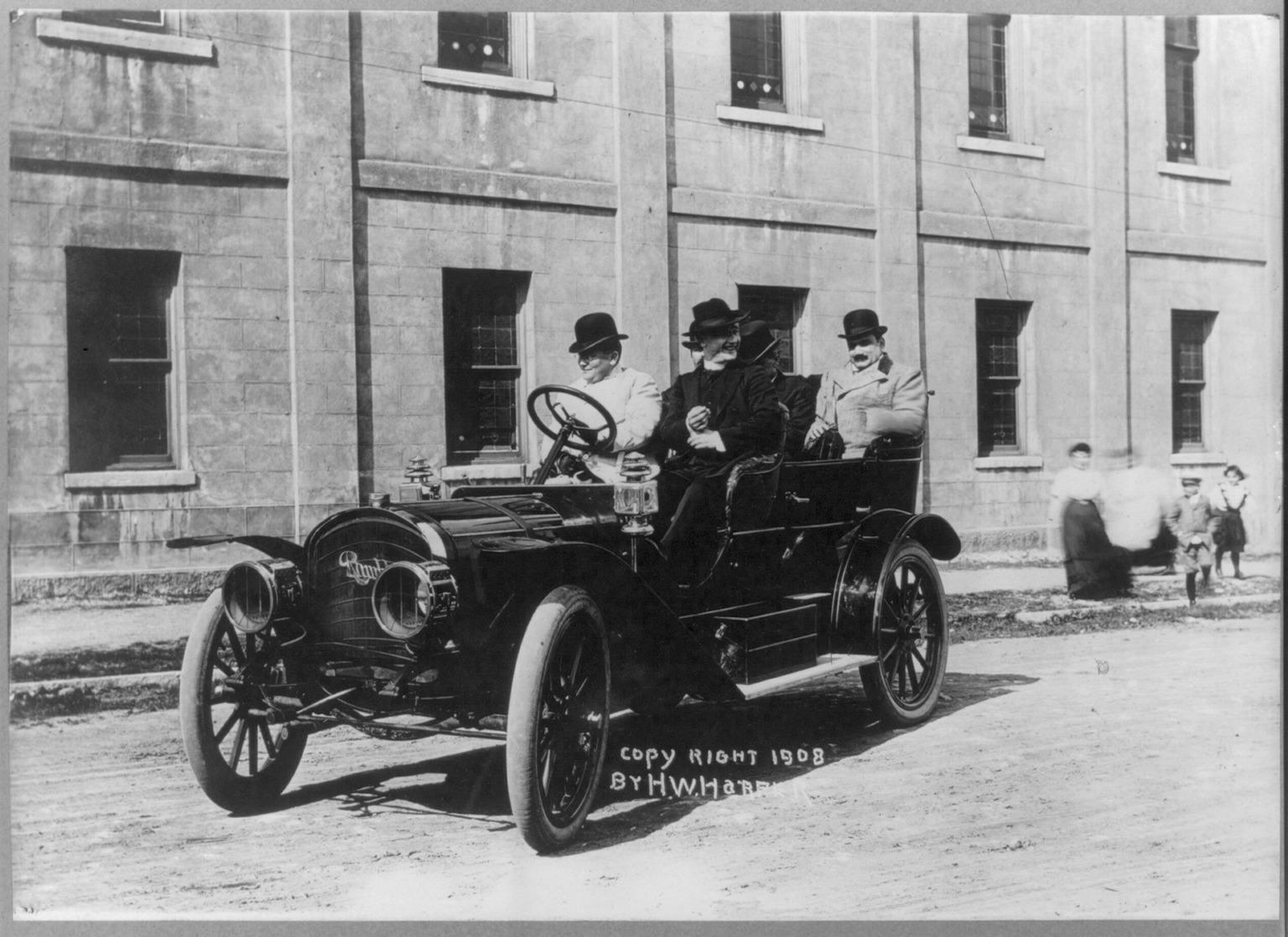
Rambler Model 34

Надалі машини змінювали індекси, але під капотами у них був колишній 4-циліндровий 40-сильний агрегат і 2-циліндровий 18-сильний. 1908 року фірма спонсорує установку дорожніх знаків в штатах Вісконсин та Іллінойс, але тут було своє підґрунтя, на стовпі дорожнього знаку згори була встановлена реклама фірми. Тут була ініціатива Неда Джордана, який працював на сім'ю Джеффрі і пізніше створив власну компанію. Також Джордан вирішив розмістити рекламу з таких знаменитостей, що сиділи в автомобілі їх марки, як Марк Твен і Буффало Білл Коді (вояка, мисливець і шоумен, відомий своїми перфомансами з життя індіанців, арабів, монголів і т. д.), в 1908 році з'являється перша спортивна модель — Model 34A з кузовом родстер, її реклама супроводжувалася розповіддю одного «власника» такої ж машини, він розповідав, як безперервно 13 годин він гнався за конокрадом, і в підсумку, стартувавши зі штату Іллінойс, він все таки нагнав злодія і покарав його в штаті Індіана. І ця розповідь була плодом фантазії Неда Джордана.

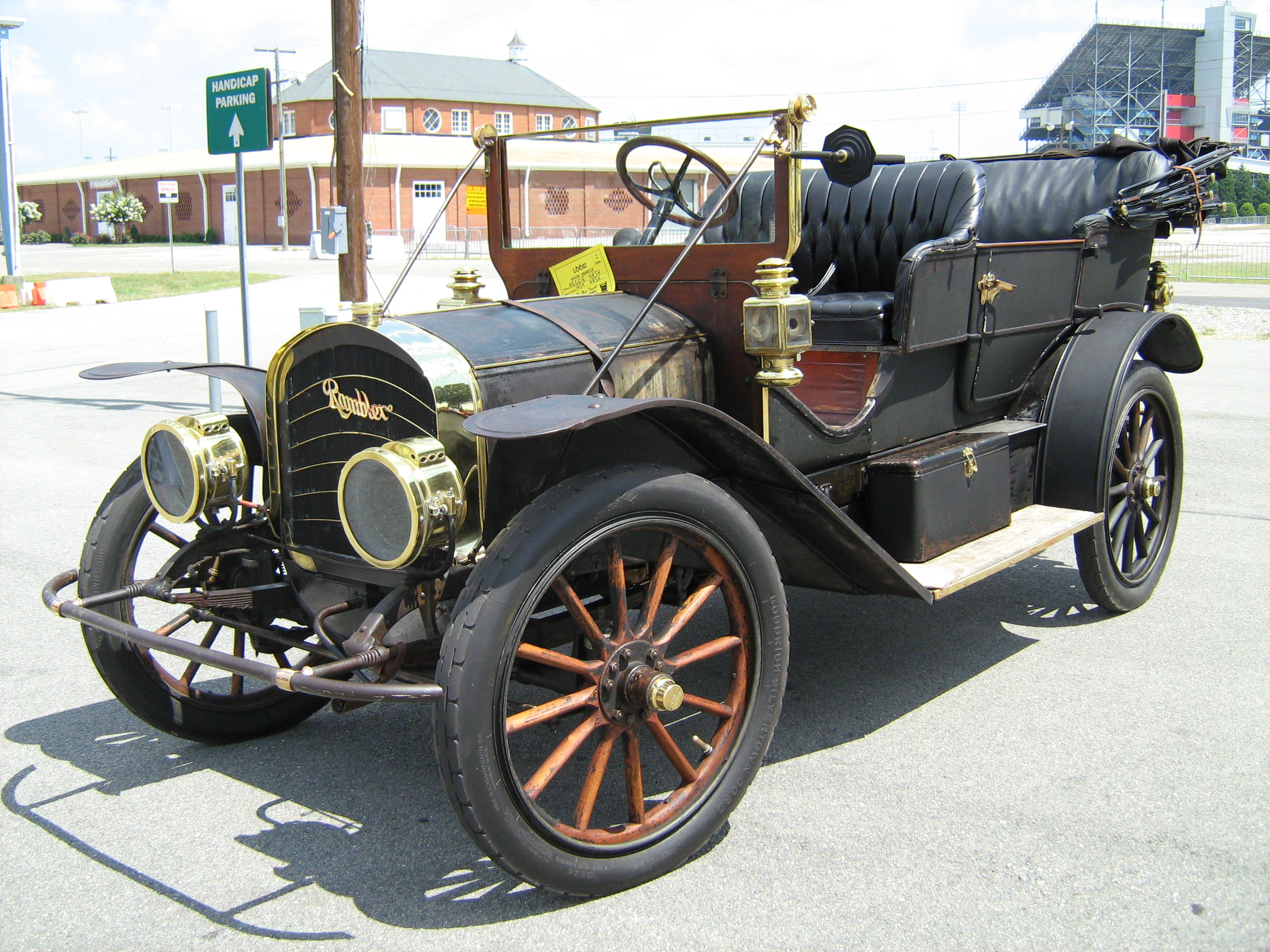
Rambler Model 44 Touring 1909 року

У 1909 році фірма Джеффрі підписує договір про поставку кузовів з фірмою Вільяма Стюарта Сімена. Спочатку підприємство його батька з 1847 року займалося виробництвом меблів, коли винайшли телефон, то Вільям, який успадкував бізнес батька, придумав телефонні будки і виграв тендер на їх поставку для Western Electric Company, в 1906 році завод W.S. Seaman Co. згорів, але грошей було предостатньо і Вільям купив готовий завод. Попутно він вирішив змінити рід діяльності і підприємство, що розмістилося на новому заводі, стало виготовляти кузови. 1909 року Thomas B. Jeffery Company стає у фірми найбільшим замовником кузовів. Але продажі рік від року падали, якщо в 1905 році було продано 3800 автомобілів, то в 1909 році було реалізовано 1700 авто, з появою нового модельного ряду попит виріс до 2500 автомобілів, але представники фірми стверджували, що якщо випускати більше, то впаде неперевершена якість і надійність автомобілів, але на ділі виною була конкуренція. Назва марки зарясніла в газетах, коли в листопаді 1909 року президент Говард Тафт відвідав штат Джорджія, і як свій автомобіль він вибрав Rambler.

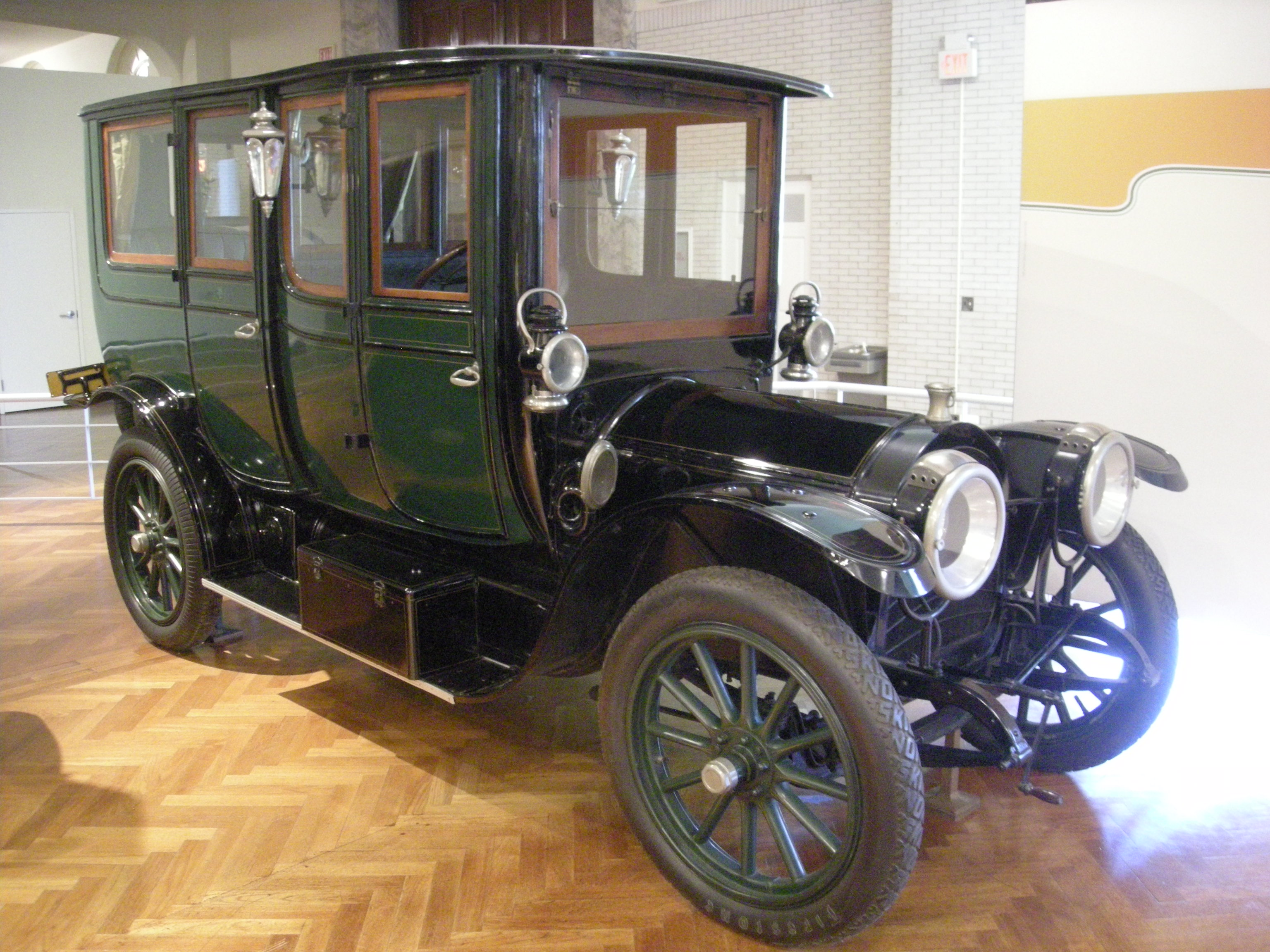
Rambler Model 65 Limousine

На початку 1910 року Томас Джеффрі поїхав у турне по Європі, проте, відвідуючи місто Помпеї, у нього стався серцевий напад і його не стало, справу батька перейняв Чарльз Джеффрі. Через три місяці фірма перетворюється з сімейної в акціонерне товариство зі статутним капіталом в 3 млн тодішніх доларів. З приходом до влади сина засновника 2-циліндрові моделі зникають з виробничої програми, а самі автомобілі стають соліднішими. Модельний ряд 1910 року складався з автомобілів серії 50, який майже не відрізнявся від торішньої серії 40, єдине, що колишній 4-циліндровий 7.1 л двигун став потужнішим на 5 к.с. і став розвивати 45 к.с.. Також з'являється слабша модель з 32 к.с. і мотором, об'ємом 4.7 л. 1911 року з'являються моделі серії 60, а Model 63 з 4.7 л двигуном обзаводиться регульованою по нахилу рульовою колонкою, повні автовласники в той час змушені були втискуватися між кермом і сидінням, тепер їм було простіше розташовуватися за кермом, так само, як і занадто маленьким за габаритами водіям. Джеффрі молодший посилює контроль якості автомобілів, так кожен автомобіль випробовувався на розгін і екстрене гальмування, і якщо автомобіль укладався в рамки, відведені для нього, то його передавали клієнтові.

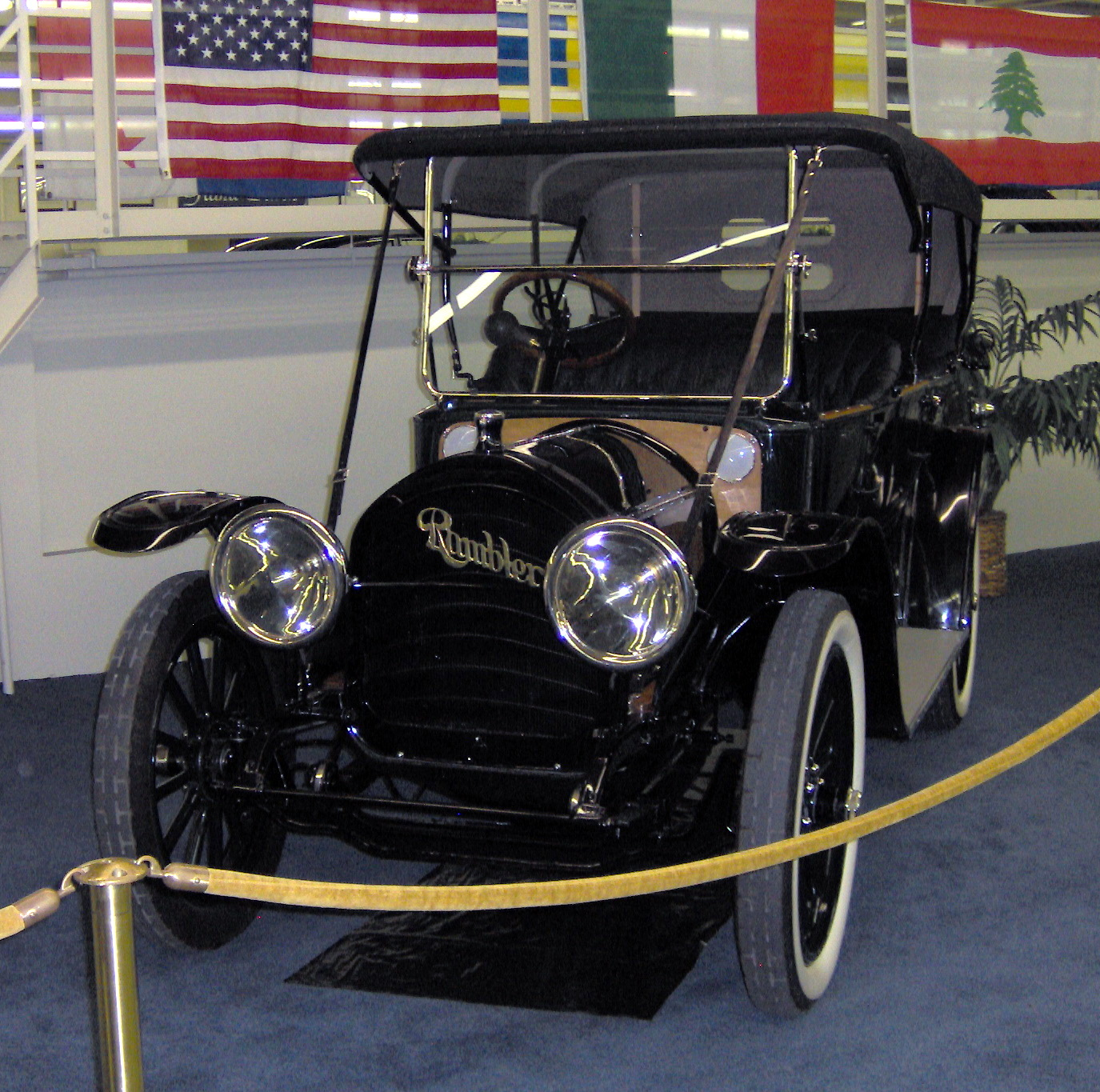
Rambler Model 73-4 Cross-Country Touring

У 1912 році автомобілі серії 70 отримують і власні назви, так з'являються Cross-Country, Country Club, Moraine i Metropolitan. Наймолодші були «Крос-Каунтрі», вони оснащувалися 4.7 л двигуном, «Каутрі Клаб», «Морейн» і «Метрополітен» мали вже відомий 7.1 л мотор. Три автомобілі Model 73-4 Cross-Country з кузовом Touring взяли участь в одноденному пробігу, метою якого було подолати відстань, що розділяє міста Чикаго і Толедо, а це 515 км. Всі три екіпажі прекрасно впоралися з цим завданням. 1913 року автомобілі отримали електричне освітлення як базове обладнання, але модельний ряд цього року складався тільки з 4.7 л автомобілів серії 83 Cross-Country.

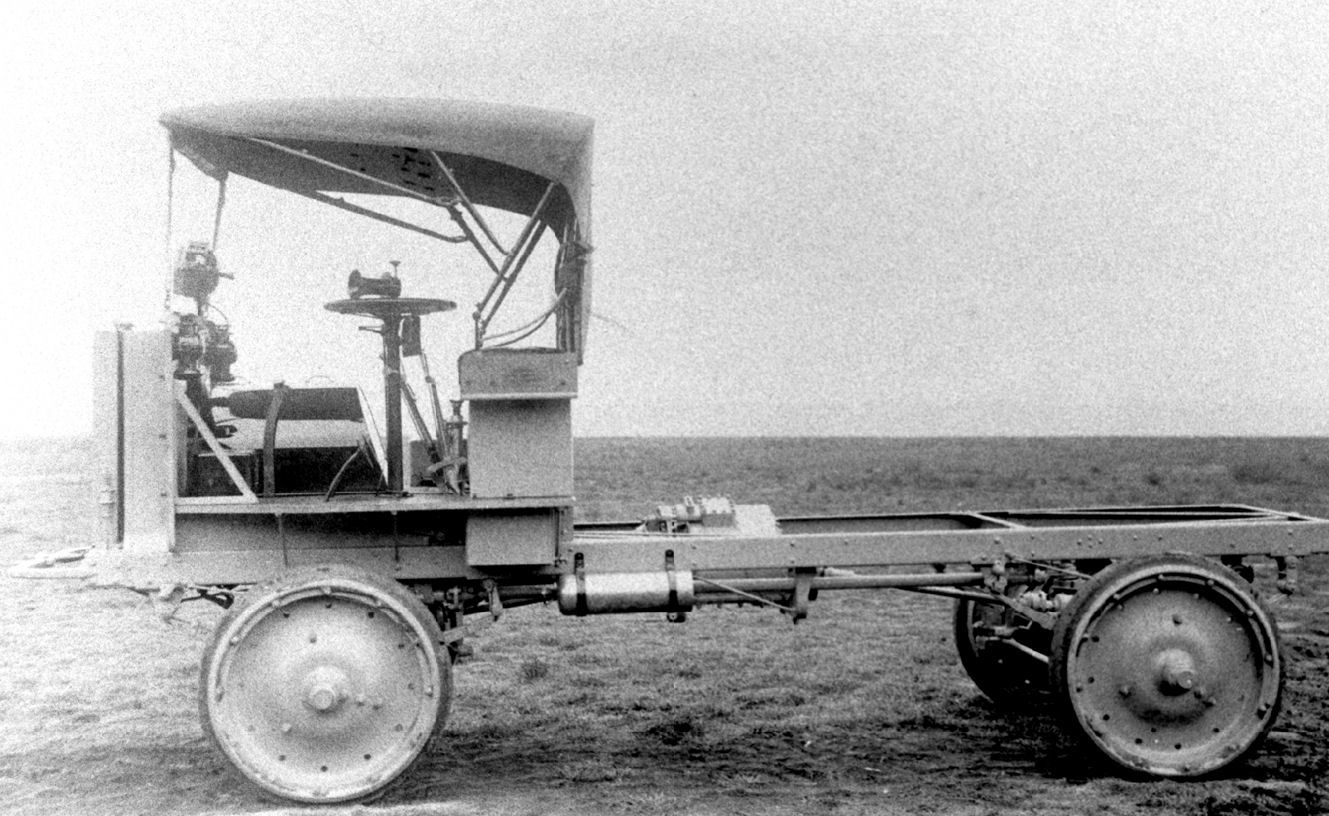
Шасі Jeffery Quad

У тому ж 1913 році фірма починає випускати вантажні автомобілі під маркою Jeffery, тобто на прізвище батька-засновника фірми. Таким чином Томас хотів дати данину поваги своєму батькові, за перший рік було реалізовано 1100 вантажівок. Тоді ж починається виробництво вантажівки з повним приводом, машина отримала назву Jeffery Quad. Отримавши замовлення від військових на виготовлення автомобіля, який міг би замінити мулів, оскільки тоді дороги не всюди були добрими, а прохідність тодішніх автомобілів була поганою, то Джеффрі, який сам мав талант не керівника, а конструктора, взявши за основу свою 1.5-тонну вантажівку, починає винаходити. Чотирициліндровий двигун, об'ємом 5.1 л, від фірми Buda передавав крутний момент в 4-ступінчасту коробку передач, яка за допомогою ланцюга була з'єднана з роздаткою, від роздавальної коробки йшли кардани до мостів з блокованими редукторами. Від редукторів йшли кардани до коліс, які з'єднувалися з ними через U-подібні шарніри, рульове управління так само управляло всіма чотирма колесами, ще однією особливістю автомобіля була наявність гальм на всіх чотирьох колесах. Не дивлячись на консерватизм американських військових, які на той час погано оплачували свої замовлення, машина їм сподобалася і її взяли на озброєння.

## Автомобілі Jeffery

Панцирник Jeffery-Поплавко

Наприкінці року Томас Джеффрі вирішується на ребрендинг легкової продукції, легковики теж починають продаватися під маркою Jeffery, під новим ім'ям анонсуються і нові моделі. Вперше підприємство починає виробляти і 6-циліндрові моделі, автомобілі серії Model 94 і Model 96 мали схожу конструкцію, клапани розташовувалися у двигуна по праву сторону, а доступ до них був полегшений через велику кришку. 4-циліндровий мотор мав об'єм 3.8 л, а 6-циліндровий — 5.7 л (класичний об'єм для американських автомобілів). Зміна торгової марки проходила з великою рекламною акцією, клієнтура знала, що завод випускав надійну та якісну продукцію, а тепер ще й імідж нової марки дистанціювався від перших моторизованих візків, так званих «багі», тому продажі різко підскочили до 10 500 примірників, і це за перший рік виробництва нових моделей.
28 липня 1914 року починається Перша світова війна, багато країн-учасників конфлікту починають закуповувати моторизовані транспортні засоби для армії, і особливим попитом користувалася найкраща на той час повнопривідна вантажівка марки Jeffery. Однією з країн, яка стала закуповувати «Квади», була Росія (з 1915 року), де з початку 1916 року на їх базі побудують 30 броньовиків, які назвуть «Джеффері-Поплавко», за прізвищами виробника і творця броньовика Віктора Поплавко — штабс-капітана російської армії. Ці броньовики були цілком вдалі завдяки своїй прохідності, і потім, ставши трофеями в боях, були зараховані в ряди і супротивників, так «Джеффері-Поплавко» були захоплені німцями, які успішно використовували ці машини до 1920-х років.

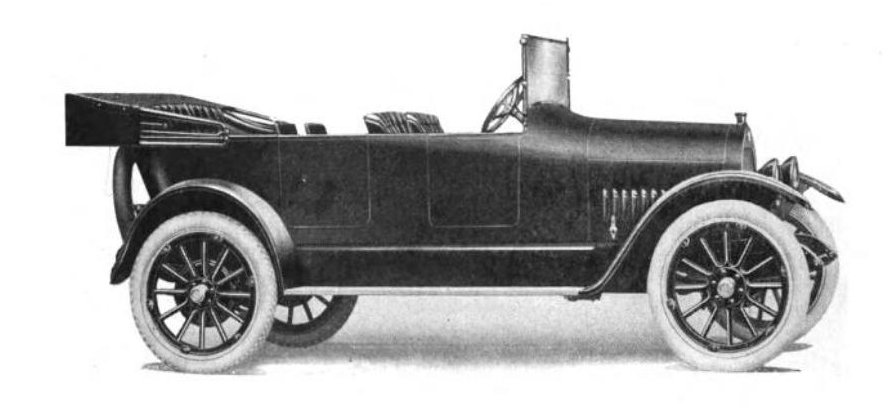
Jeffery Chesterfield Series

У 1915 році легкові моделі фірми перейменовуються в Four і Six, а також з'являється молодша шестициліндрова модель — Chesterfield Series, шасі цієї машини було по довжині між Four і Six, база першої становила 2.95 м, другої — 3.38 м, а у нової моделі — 3.1 м, під капотом у неї розташовувався двигун не власної конструкції, а куплений у фірми Buda з міста Харві, штат Іллінойс. Його об'єм становив 3.5 л, а потужність — 42 кінських сили.
Продажі молодшої шістки супроводжувалися рекламою, так вперше в світі біля машини була сфотографована жінка, що курить сигарету.
Пізньої весни 1915 року Чарльз Джеффрі вирушає у справах до Франції, звідти він повертається додому через Англію, там він сів на злощасний корабель «Лузітанія», який і повинен був доставити його додому, але 7 травня, перебуваючи недалеко берегів Ірландії, судно було торпедоване німецьким підводним човном U-20, з майже 2 тисяч чоловік, які були на борту, гине майже 1200 чоловік. Чарльз Джеффрі виживає завдяки жарту дружини, та перед його від'їздом до Великої Британії подарувала йому особистий рятувальний круг, який в підсумку згодився, Джеффрі під час вибуху був на палубі і курив сигару зі своїми приятелями. Коли вони побачили що відбувається, то побігли збирати свої речі, всі знайомі бізнесмена в підсумку загинули, а Джеффрі пробув у воді 4 години, перш ніж його врятували. Після повернення додому Чарльз Джеффрі дистанціювався від бізнесу, який був у самому своєму розпалі і рентабельності, переглянувши свої життєві цінності, Чарльз виставляє фірму на продаж в 1916 році. У липні 1916 року Чарльз Вільямс Неш, колишній глава General Motors, разом з Джеймсом Сторроу за 5 млн доларів викуповують підприємство у сім'ї Джеффрі.

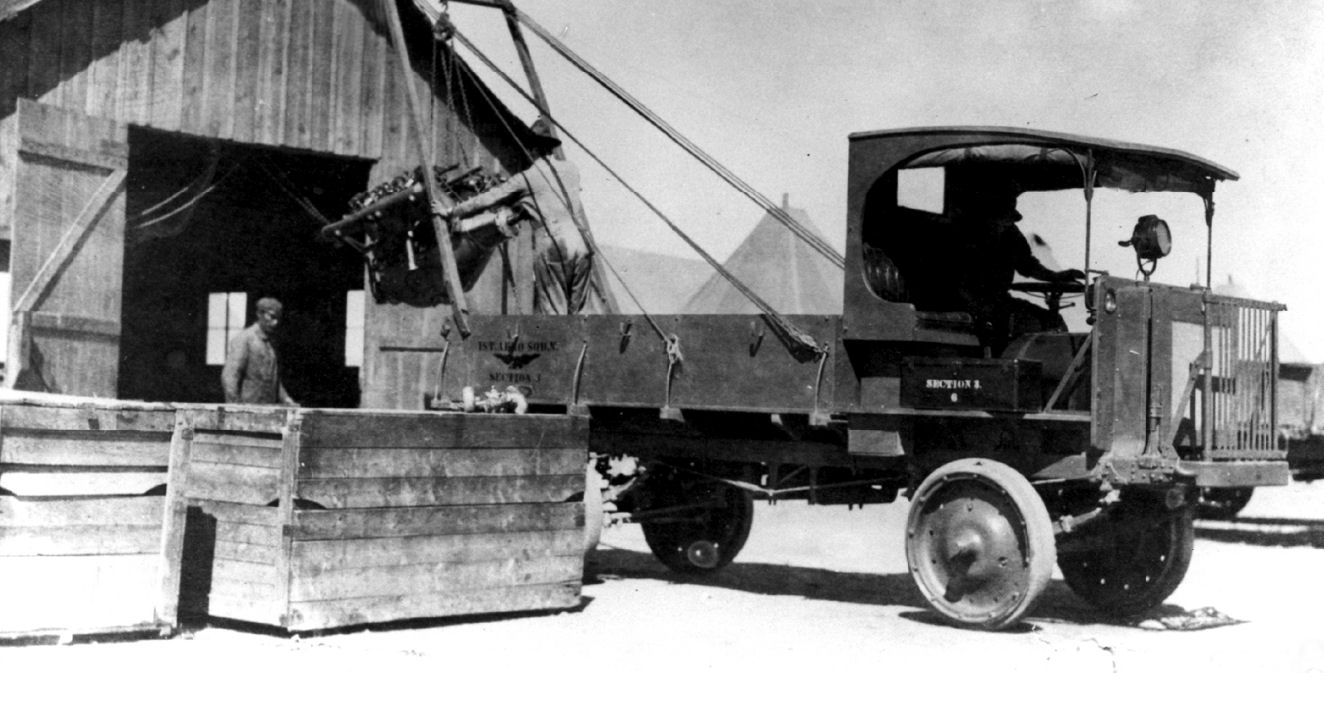
Jeffery Quad

У 1917 році з'являється нова лінійка моделей: 4-циліндрова модель 472 з 3.8 л двигуном і 6-циліндрова 671 з 4.4 л мотором, обидві вони оснащувалися 3-ступінчастою коробкою передач. Якщо перша була побудована на шасі моделі Four, то 6-циліндрова — на шасі моделі Chesterfield.

## Припинення виробництва автомобілів. Закриття компанії
Виробництво автомобілів марки марки Jeffery тривало до вересня 1917 року, коли нарешті Неш не перейменовує куплене підприємство в Nash Motors Company, підприємство спочатку продовжило випуск автомобілів модельного ряду фірми Jeffery, тільки під своїм ім'ям — Nash, але тривало це до квітня 1918 року, коли з'явився новий автомобіль конструкції Неша.
Чарльз Томас Джеффрі продав свою компанію та присвятив своє життя благодійним акціям і колекціонуванню монет, марок, рідкісних книг і творів мистецтва, які були виставлені на аукціони після його кончини в 1935 році.

## Список автомобілів Rambler
- 1902 — Rambler Model C
  - Rambler Model D
- 1903 — Rambler Model E
- 1904 — Rambler Model G
  - Rambler Model H
  - Rambler Model K
  - Rambler Model L
- 1905 — Rambler Type One
  - Rambler Type Two
- 1906 — Rambler Type Three
  - Rambler Type Four
  - Rambler Model 14
  - Rambler Model 15
  - Rambler Model 16
  - Rambler Model 19
- 1908 — Rambler Model 31
  - Rambler Model 34
- 1909 — Rambler Series 40
- 1910 — Rambler Series 50
- 1911 — Rambler Series 60
- 1912 — Rambler Series 70
- 1913 — Rambler Series 80

## Список легкових автомобілів Jeffery
- 1914 — Jeffery Model 93
  - Jeffery Model 94
  - Jeffery Model 96
- 1915 — Jeffery Four
  - Jeffery Six
  - Jeffery Chesterfield Series
- 1917 — Jeffery Model 472
  - Jeffery Model 671